# 좋은 여자
《좋은 여자》는 2020년 공개된 대한민국의 드라마 영화이다.

## 출연진

### 주연
- 안민영 : 김경숙 역
- 조은주 : 은지 엄마 역
- 은하수 : 마담 역

### 조연
- 정의욱 : 유병호 역

## 수상 목록
- 제20회 전주국제영화제 (2019년) 뉴트로전주